# بخش بوی‌لیک، شهرستان کاس، مینه سوتا
بخش بوی‌لیک (به انگلیسی: Boy Lake Township) یک منطقهٔ مسکونی در ایالات متحده آمریکا است که در شهرستان کاس، مینه‌سوتا واقع شده‌است.
 بخش بوی‌لیک ۹۴٫۱ کیلومتر مربع مساحت و ۱۳۲ نفر جمعیت دارد و ۳۹۵ متر بالاتر از سطح دریا واقع شده‌است.